# Per Gräslund
Per Gräslund, född 27 juli 1926, död 20 september 2015 i Bromma, var en svensk skärgårdsforskare, författare och folkbildare.  

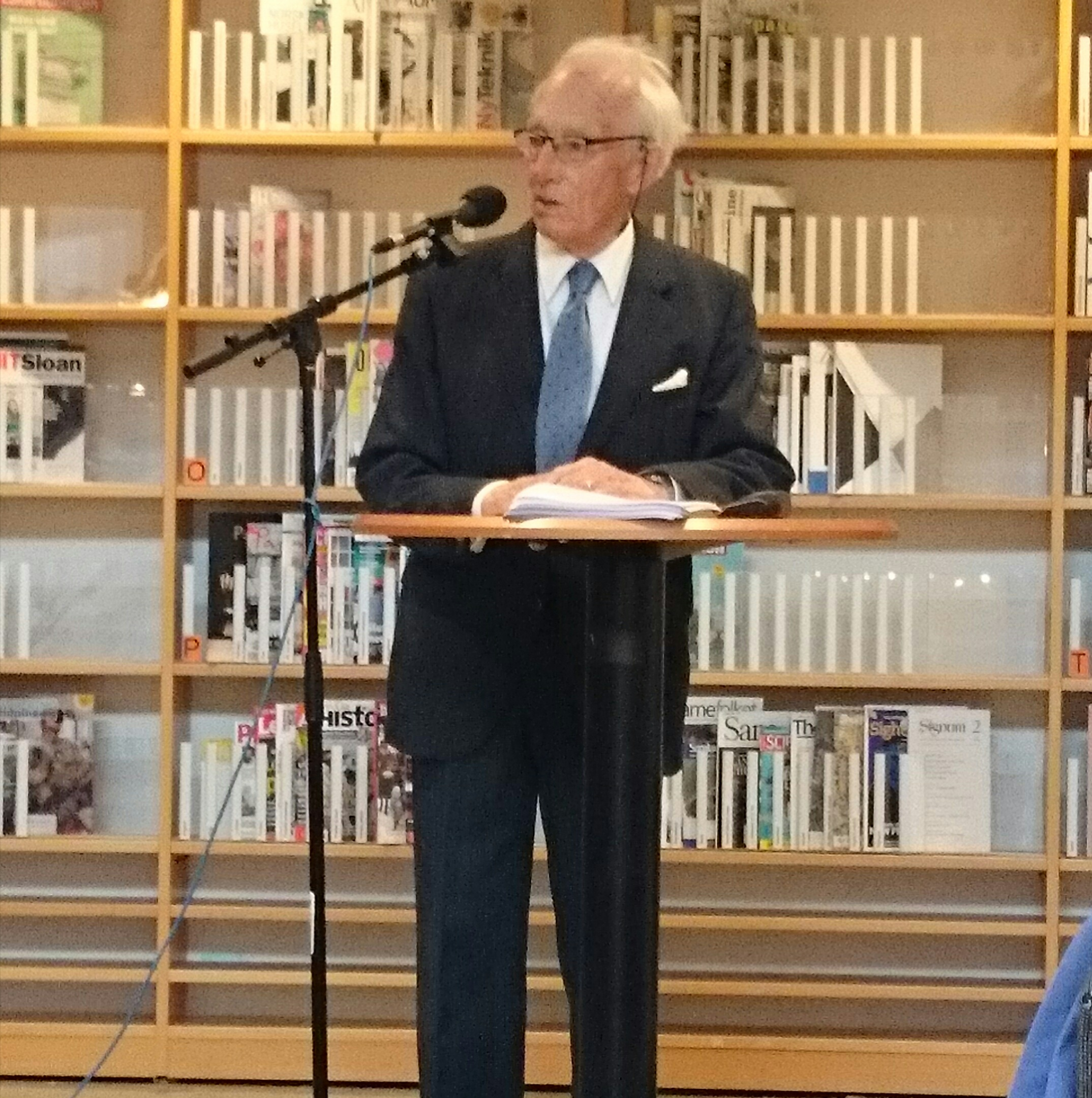
Per Gräslund föreläser på Linköpings universitet 22 maj 2015

Gräslund var den tredje generationen som skötte om Grönsö i Gryts skärgård, Valdemarsviks kommun. Under större delen av sitt liv dokumenterade och analyserade han hur livet sett ut i den östgötska och småländska skärgården och visade genom sitt arbete hur skärgårdsliv sett ut och förändrats över tid. 
Gräslund utkom med ett antal böcker på temat skärgårdsliv och var även engagerad i frågor som naturvård, fiskevård och byggnadsvård.  Tillsammans med sin bror grundade han Gryts Skärvårdsförening.
Gräslund medverkar i kortfilmen Den vackraste ön, som gjordes 2009 av filmaren Peter Gerdehag.

## Utmärkelser
- Kulturpris, Tryserum-Hannäs Kulturhistoriska stiftelse, 2009[2]
- Årets naturvårdare i Östergötland, 2010[3]
- Hedersdoktor vid Linköpings universitet, 2015[4]